# Ignatius Spencer
Ignatius de St. Paul CP (21 de dezembro de 1799 – 1º de outubro de 1864) foi o último filho de George Spencer, 2º Conde Spencer. Ele converteu-se do anglicanismo ao catolicismo, entrando para a Ordem Passionista em 1841.
Educado em Eton College, Hon. George Spencer estudou em Trinity College, na Universidade de Cambridge, tomando as ordens anglicanas em 1824. Em 1830, converteu-se ao catolicismo. De 1832 até 1839, foi um padre católico. De 1839 até 1846, foi professor do St Mary's College. Tomou o nome religioso de Pai Ignatius de St. Paul. Falecido aos 64 anos, foi enterrado em St Helens, Lancashire.